# كلايف كالدر
كلايف كالدر (بالإنجليزية: Clive Calder) هو  وشخصية أعمال جنوب أفريقي وبريطاني، ولد في 13 ديسمبر 1946 في جوهانسبرغ في جنوب أفريقيا.

## وصلات خارجية
- كلايف كالدر على موقع IMDb (الإنجليزية)
- كلايف كالدر على موقع ميوزك برينز (الإنجليزية)
- كلايف كالدر على موقع أول ميوزيك (الإنجليزية)
- كلايف كالدر على موقع ديسكوغز (الإنجليزية)
- كلايف كالدر على موقع قاعدة بيانات الفيلم (الإنجليزية)